# Prawa polityczne
Prawa polityczne – uprawnienia jednostki do udziału w życiu publicznym oraz w sprawdzaniu i kontrolowaniu władzy. 
Do tych praw zaliczają się: 
- czynne i bierne prawo wyborcze,
- prawo do zrzeszania się,
- prawo do rzetelnej informacji oraz wolności słowa.